# L'Étrange Voyage de monsieur Daldry
L'Étrange voyage de Monsieur Daldry est le douzième roman de Marc Levy, disponible en librairie en version papier (Robert Laffont) et en version numérique depuis le 21 avril 2011.

## Résumé
De Londres à Istanbul, il décide de l'accompagner dans un étrange voyage...
Elle est créatrice de parfums, elle mène une existence heureuse, entourée de ses amis.
Elle ignore qu'elle porte en elle un étonnant secret. Qui remettra en cause toute sa vie.

Il est peintre, excentrique et solitaire. Il a cette jeune femme pour voisine de palier.
C'est au détour d'une fête foraine que le destin les réunit.
Ensemble, à la recherche d'un passé enfoui depuis des années, ils vont se lancer dans le plus étrange des voyages.